# IPhone 2G
Pour un article plus général, voir iPhone.
Pour les articles homonymes, voir iPhone (homonymie).
L'iPhone 2G, connu à sa sortie sous le nom d'iPhone, est un smartphone modèle de la première génération d'iPhone d'Apple. C'est le premier smartphone de la gamme. Après des années de rumeurs, il est annoncé en janvier 2007 et est commercialisé en juin 2007 aux États-Unis. 
Le développement du produit commence en 2005 et se poursuit dans le plus grand secret jusqu'à son dévoilement public. L'appareil révolutionne la conception des téléphones portables en éliminant la plupart des boutons matériels et en renonçant à un stylet pour son interface à écran, au profit de quelques boutons physiques et d'un écran tactile. Il est doté d'une connectivité cellulaire GSM quadri-bande avec prise en charge du GPRS et de l'EDGE pour le transfert de données, utilise un accès Internet continu et un traitement embarqué pour prendre en charge des fonctions sans rapport avec la communication vocale. Cette approche est imitée par la plupart des nouveaux modèles de smartphones qui suivent. Son successeur, l'iPhone 3G, est annoncé en juin 2008.

## Histoire
En 2005, Steve Jobs, PDG d'Apple, a l'idée d'utiliser un écran tactile pour interagir avec un ordinateur de manière à pouvoir taper directement sur l'écran, au lieu d'avoir besoin d'un stylet, ce qui est courant sur les technologies existantes à l'époque. Il décide que l'appareil nécessite un écran tactile multi-touch capacitif à trois couches, une technologie très nouvelle et très avancée. Cela permet de supprimer le clavier et la souris physique, comme sur une tablette. Jobs recrute un groupe d'ingénieurs pour étudier l'idée dans le cadre d'un projet parallèle. Lorsque Jobs examine le prototype et son interface utilisateur, il voit le potentiel qu'offre le téléphone mobile. Le nom du projet s'intitule Project Purple 2 et débute en 2005. 
Apple crée cet appareil au cours d'une collaboration secrète et sans précédent avec Cingular Wireless, qui fait maintenant partie d'AT&T. Le coût de développement de cette collaboration est estimé à 150 millions de dollars sur une période d'environ trente mois. La firme américaine refuse l'approche « conception par comité »  qui donne naissance au Motorola ROKR E1, une collaboration largement infructueuse avec Motorola. Au lieu de cela, Cingular Wireless donne la liberté de développer le matériel et les logiciels de l'iPhone en interne.
Le smartphone est présenté par Steve Jobs le 9 janvier 2007 lors d'un discours à la Macworld Conference & Expo à San Francisco en Californie. Dans son discours, Jobs déclare « J'attends ce jour depuis deux ans et demi et aujourd'hui, Apple va réinventer le téléphone ». Il présente l'iPhone comme une combinaison de trois appareils : un « iPod à écran large avec commandes tactiles, un téléphone mobile révolutionnaire et un communicateur Internet révolutionnaire ». Six semaines avant la sortie de l'appareil, l'écran en plastique est remplacé par du verre, après que Jobs soit mécontent que l'écran du prototype qu'il transporte dans sa poche soit rayé par ses clés. Ce changement rapide conduit à un appel d'offres pour un entrepreneur de fabrication qui est remporté par Foxconn, qui vient d'ouvrir une nouvelle usine à Shenzhen spécialement pour cette offre.

## Sortie
Le smartphone sort aux États-Unis le 29 juin 2007 au prix de 499 dollars pour le modèle de 4 Go et de 599 dollars pour le modèle de 8 Go, les deux nécessitant un contrat de deux ans. Des milliers de personnes attendaient devant les magasins Apple et AT&T quelques jours avant le lancement de l'appareil ; de nombreux magasins signalent des ruptures de stock dans l'heure suivant sa mise en vente. Pour éviter de répéter les problèmes du lancement de la PlayStation 3, ayant provoqué des cambriolages et même une fusillade, des policiers civils sont engagés pour garder les magasins pendant la nuit.
Le smartphone est commercialisé en novembre 2007 dans plusieurs pays dont l'Allemagne, l'Autriche, l'Australie, la France, l'Irlande, le Portugal et le Royaume-Uni.

## Après sa sortie
Les principaux concurrents de l'iPhone sont : LG Prada, LG Viewty, Samsung Ultra Smart F700, Nokia N95, Nokia E61i, Palm Treo 750, Palm Centro, HTC Touch, Sony Ericsson W960 et BlackBerry,,.
Un modèle de 16 Go est sorti le 5 février 2008 au prix de 499 $, soit le prix de lancement du modèle de 4 Go. Le smartphone n'est plus produit le 15 juillet 2008 ; le volume total des ventes s'élèvent à 1,9 million d'unités.

## Logiciel
Au moment de son lancement en janvier, Steve Jobs déclare « L'iPhone fonctionne sous OS X et exécute des applications de bureautique », mais au moment de la sortie de l'appareil, le système d'exploitation est  renommé en « iPhone OS ».

## Réception
Le smartphone a reçu des critiques très largement positives. Le New York Times et le Wall Street Journal publient des critiques positives, leurs principales critiques étant la vitesse relativement lente du réseau EDGE d'AT&T et l'incapacité du téléphone à se connecter en utilisant les services 3G. Le chroniqueur technologique du Wall Street Journal, Walt Mossberg, conclut que « malgré quelques défauts et omissions de fonctionnalités, l'iPhone est, tout compte fait, un ordinateur de poche magnifique et révolutionnaire »,.